# Batalha de Antietam
A Batalha de Antietam (também conhecida no Sul dos Estados Unidos como Batalha de Sharpsburg) foi um grande confronto militar travado durante a Guerra Civil Americana, lutada em 17 de setembro de 1862, entre as forças confederadas do Exército da Virgínia do Norte (liderado pelo general Robert E. Lee) e o Exército do Potomac da União (liderado pelo general George B. McClellan), Sharpsburg (no estado de Maryland) e em Antietam Creek (um afluente do Rio Potomac). Como parte da Campanha de Maryland, foi a primeira grande batalha campal travada por dois grandes exércitos de área no Teatro Oriental da Guerra Civil Americana que aconteceu em território da União. Continua, até a atualidade, sendo o dia mais sangrento da história americana, com um total combinado de 22 717 mortos, feridos ou desaparecidos. Embora o exército da União tenha sofrido baixas mais pesadas do que os Confederados, a batalha foi um grande ponto de virada a favor da União.
Após perseguir as forças Confederadas do general Robert E. Lee em Maryland, o major-general George B. McClellan do Exército da União lançou uma série de intensos ataques contra as tropas de Lee que haviam assumido posições defensivas atrás de Antietam Creek. Na madrugada de 17 de setembro, o corpo de exército do major-general Joseph Hooker realizou um ataque poderoso contra o flanco esquerdo das forças de Lee. Ambos os lados engajaram em lutas particularmente sangrentas na área de Miller's Cornfield, numa série de ataques e contra-ataques, com a luta também girando em torno de Dunker Church. As investidas da União em Sunken Road conseguiram romper o centro das linhas confederadas, mas os Federais não tiveram sucesso em explorar esta vantagem. Ao entardecer, o major-general unionista Ambrose Burnside e seus soldados capturaram a ponte de pedra sobre Antietam Creek e avançaram contra o flanco direito dos sulistas. Num momento crucial, o major-general confederado A. P. Hill chegaram vindos de Harpers Ferry e lançaram um contra-ataque surpresa, forçando o recuo das forças de Burnside e assim encerrando a batalha. Embora em desvantagem numérica de dois para um, Lee comprometeu toda a sua força, enquanto McClellan enviou menos de três-quartos de seu exército, permitindo que Lee lutasse contra os federais até um impasse. Durante a noite, os dois exércitos consolidaram suas linhas. Apesar das baixas incapacitantes, Lee continuou a lutar com McClellan ao longo de 18 de setembro, enquanto removia seu exército derrotado ao sul do Rio Potomac.
No final, McClellan conseguiu repelir a invasão de Lee de forma bem sucedida, dando para a União uma importante vitória, mas o Presidente Abraham Lincoln, insatisfeito com o padrão geral de excesso de cautela de McClellan e seu fracasso em perseguir Lee em retirada, dispensou o general do comando do Exército do Potomac em novembro. De um ponto de vista tático, a batalha foi um tanto inconclusiva; o exército da União repeliu com sucesso a invasão confederada, mas sofreu baixas mais pesadas e não conseguiu derrotar o exército de Lee completamente. No entanto, foi um ponto de virada significativo na guerra a favor da União devido em grande parte às suas ramificações políticas: o resultado da batalha deu a Lincoln a confiança política para emitir a Proclamação de Emancipação, declarando livres todos os mantidos como escravos dentro do território inimigo. Isso efetivamente desencorajou os governos britânico e francês de reconhecer a Confederação, já que nenhum das potências desejavam dar a impressão de apoiar a escravidão.

## Visão geral
A batalha teve lugar a 17 de setembro de 1862, perto de Sharpsburg, no condado de Washington, Maryland, Estados Unidos, e nos arredores de Antietam. A batalha fez parte da Campanha de Maryland, e tratou-se da mais sangrenta da história dos Estados Unidos que, em apenas um dia, registou 22 717 baixas.
Depois de perseguir o general confederado Robert E. Lee no território de Maryland, o general do Exército da União George B. McClellan atacou o exército de Lee que tinha estabelecido posições defensivas no rio Antietam. Na manhã de 17 de setembro, o Corpo de Exército do general Joseph Hooker efetuou um poderoso ataque sobre o flanco esquerdo do exército sulista. Os ataques e contra-ataques prolongaram-se ao longo do milheiral de Miller e à volta da igreja de Dunker. A União conseguiu finalmente penetrar pelo centro do Exército confederado atacando na zona de Sunken Road, mas a vantagem dos federados não se consolidou. Durante a tarde, o Corpo de Exército do general Ambrose Burnside entrou em acção tomando uma ponte sobre Antietam Creek, e avançando contra o flanco direito do Exército confederado. Num momento crucial, a divisão do general Hill chegou vindo de Harpers Ferry. Embora com uma desvantagem numérica de dois para um, Lee enviou todas suas tropas, enquanto McClellan enviou para o combate menos de três quartos das suas forças. Durante a noite, ambos os exércitos consolidaram suas linhas. Apesar das severas baixas, Lee continuou a combater contra McClellan no dia seguinte, 18 de setembro, enquanto retirava o seu debilitado exército para sul do rio Potomac.
Apesar da superioridade numérica da União, os ataques de McClellan fracassaram no objetivo de concentrar as tropas, permitindo a Lee organizar as suas tropas para fazer frente à cada investida. Não obstante as abundantes forças de reserva com que McClellan podia contar, e que poderiam ter sido mobilizadas para alcançar vitórias pontuais, McClellan fracassou na tentativa de destruir o exército de Lee. No entanto, a invasão de Maryland por Lee foi parada, e ele pôde-se retirar para a Virgínia sem oposição por parte do cauteloso McClellan. Apesar de a batalha não ter tido um resultado concludente em termos tácticos, teve uma importância única, já que a vitória táctica da União foi suficiente para dar ao presidente Abraham Lincoln segurança para anunciar sua Proclamação de Emancipação.

## Os dois lados
O Exército da Virgínia do Norte comandado por Robert E. Lee — cerca de 55 000 homens — entrou no estado de Maryland em 3 de setembro, após sua vitória na Segunda Batalha de Bull Run em 30 de agosto. Encorajados pelo sucesso, a liderança confederada pretendia levar a guerra para o território inimigo. A invasão de Lee em Maryland foi planejada para ocorrer simultaneamente com uma invasão do Kentucky pelos exércitos de Braxton Bragg e Edmund Kirby Smith. Também foi necessário por razões logísticas, uma vez que as fazendas do norte da Virgínia ficaram sem alimentos. Com base em eventos como o distúrbio de Baltimore na primavera de 1861 e o fato de que o presidente Lincoln teve que passar pela cidade disfarçado a caminho de sua posse, os líderes confederados presumiram que Maryland receberia calorosamente as forças confederadas. Eles cantaram a música "Maryland, My Maryland!" enquanto marchavam, mas no outono de 1862 o sentimento pró-União estava vencendo, especialmente nas partes ocidentais do estado. Os civis geralmente se escondiam dentro de suas casas enquanto o exército de Lee passava por suas cidades, ou assistiam em silêncio frio, enquanto o Exército do Potomac era aplaudido e encorajado. Alguns políticos confederados, incluindo o Presidente Jefferson Davis, acreditavam que a perspectiva de reconhecimento estrangeiro aumentaria se a Confederação obtivesse uma vitória militar em solo da União; tal vitória poderia ganhar reconhecimento e apoio financeiro do Reino Unido e da França, embora não haja evidências de que Lee pensava que a Confederação deveria basear seus planos militares nesta possibilidade.
Enquanto o Exército do Potomac de 87 000 homens do general George McClellan se movia para interceptar Lee, dois soldados da União (cabo Barton W. Mitchell e o primeiro sargento John M. Bloss da 27.ª Infantaria Voluntária de Indiana) descobriram uma cópia extraviada dos planos de batalha detalhados de Lee — Ordem Especial 191 — enrolada em torno de três charutos. A ordem indicava que Lee havia dividido seu exército e dispersado porções geograficamente (para Harpers Ferry, Virgínia Ocidental e Hagerstown, Maryland), tornando cada um sujeito ao isolamento e à derrota se McClellan pudesse se mover com rapidez suficiente. McClellan esperou cerca de 18 horas antes de decidir tirar proveito dessa inteligência e reposicionar suas forças, desperdiçando assim uma oportunidade de derrotar Lee definitivamente.
Houve dois engajamentos significativos na campanha de Maryland antes da batalha principal de Antietam: a captura do major-general Thomas J. "Stonewall" Jackson de Harpers Ferry e o ataque de McClellan através das montanhas Blue Ridge na Batalha de South Mountain. O primeiro foi significativo porque uma grande parte do exército de Lee estava ausente desde o início da batalha de Antietam, atendendo à rendição da guarnição da União; o último porque as fortes defesas confederadas em duas passagens pelas montanhas atrasaram o avanço de McClellan o suficiente para que Lee concentrasse o restante de seu exército em Sharpsburg.

## Antecedentes

### Disposição dos exércitos

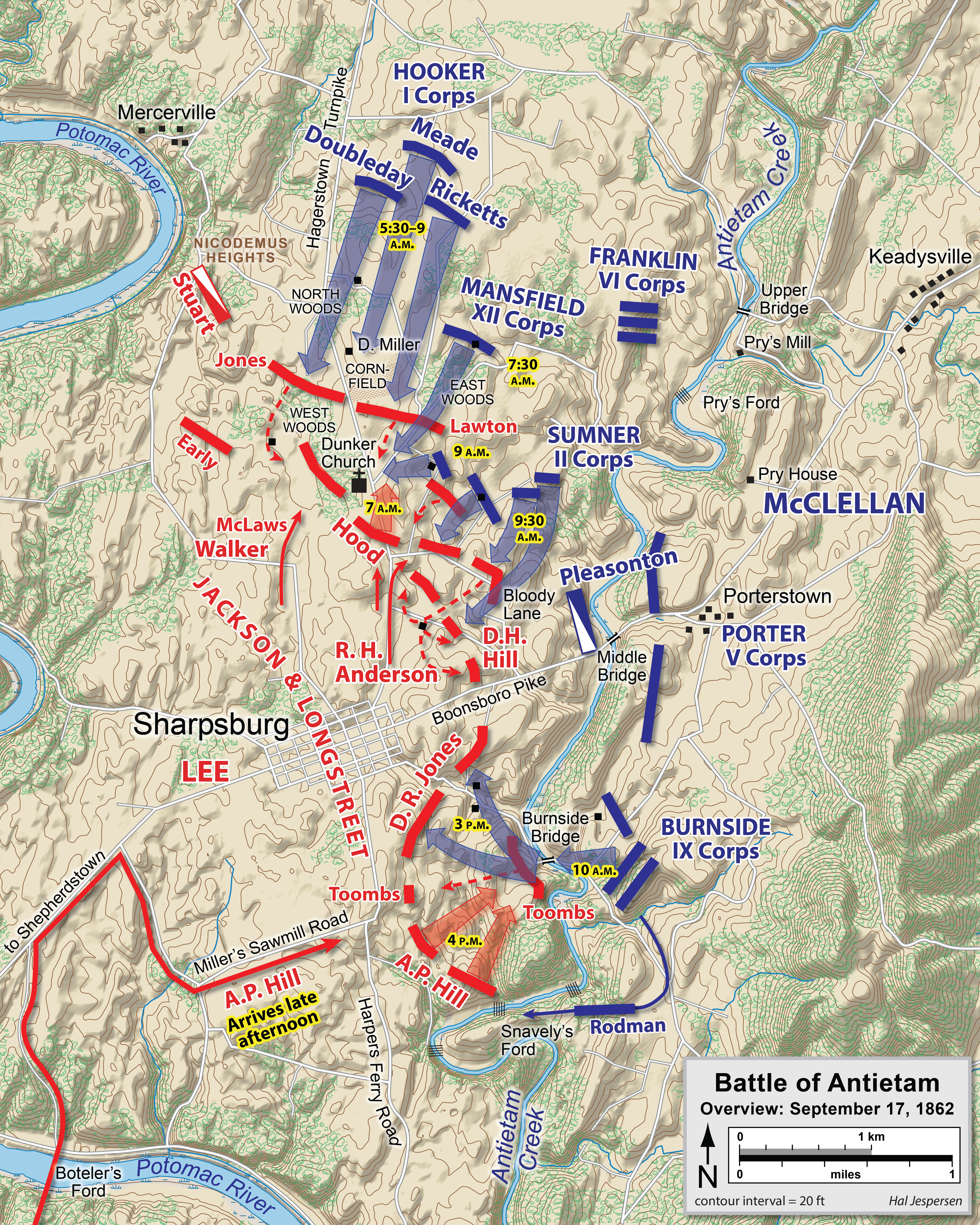
Visão geral da Batalha de Antietam.

Perto da cidade de Sharpsburg, Lee posicionou suas forças disponíveis atrás do riacho Antietam ao longo de uma pequena colina, começando em 15 de setembro. Embora fosse uma posição defensiva eficaz, não era impenetrável. O terreno proporcionava excelente cobertura para os soldados de infantaria, com cercas de trilhos e pedras, afloramentos de calcário, pequenas depressões e vales. O riacho à sua frente era apenas uma barreira menor, variando de 18 a 30 metros de largura, e podia ser atravessado em alguns pontos, além de contar com três pontes de pedra, cada uma a cerca de 1,5 km de distância uma da outra. Também era uma posição precária, pois a retaguarda dos confederados estava bloqueada pelo rio Potomac e havia apenas um ponto de travessia, o vau de Boteler em Shepherdstown, que ficava por perto caso uma retirada fosse necessária. (O vau em Williamsport, Maryland, estava a 16 km a noroeste de Sharpsburg e tinha sido usado por Jackson em sua marcha para Harpers Ferry. A disposição das forças da União durante a batalha tornava impraticável considerar uma retirada naquela direção.) E, em 15 de setembro, a força sob o comando direto de Lee consistia de não mais que 18 000 homens, apenas um terço do tamanho do exército federal.
As duas primeiras divisões da União chegaram na tarde de 15 de setembro e a maior parte do restante do exército chegou tarde naquela noite. Embora um ataque imediato da União na manhã de 16 de setembro tivesse uma vantagem esmagadora em número, a cautela característica de McClellan e sua crença de que Lee tinha até 100 000 homens em Sharpsburg o fizeram adiar o ataque por um dia. Isso deu aos confederados mais tempo para preparar suas posições defensivas e permitiu a chegada do corpo de exército do general James Longstreet vindo de Hagerstown e do corpo de exército de Jackson, menos a divisão de A.P. Hill, vindo de Harpers Ferry. O general Jackson defendeu o flanco esquerdo (norte), ancorado no Potomac, e Longstreet o flanco direito (sul), ancorado no Antietam, em uma linha de cerca de 6 km de extensão. (À medida que a batalha avançava e Lee realocava suas unidades, essas fronteiras entre os corpos se sobrepunham consideravelmente.)

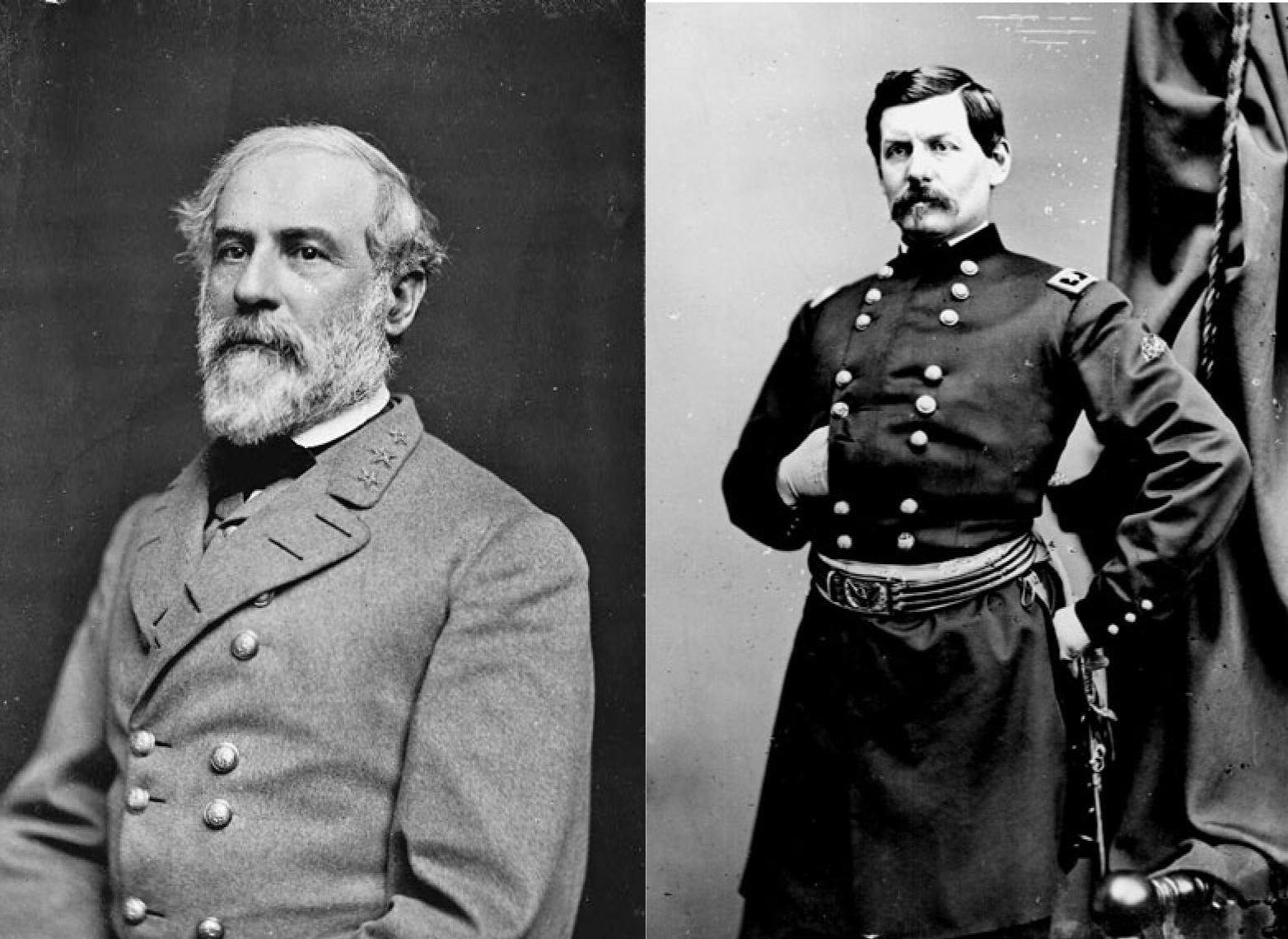
Os generais Robert E. Lee e George B. McClellan que comandaram os exércitos opostos na batalha.

Na noite de 16 de setembro, McClellan ordenou que o I Corpo de Hooker atravessasse o riacho Antietam e sondasse as posições inimigas. A divisão do general George Meade atacou cautelosamente as tropas do general John Bell Hood perto de East Woods. Depois que a escuridão caiu, o fogo de artilharia continuou enquanto McClellan posicionava suas tropas para o combate do dia seguinte. O plano de McClellan era sobrecarregar o flanco esquerdo do inimigo. Ele chegou a essa decisão por causa da configuração das pontes sobre o Antietam. A ponte inferior (que logo seria chamada de Ponte de Burnside) estava dominada por posições confederadas nos penhascos que a sobrepunham. A ponte do meio, na estrada de Boonsboro, estava sujeita ao fogo de artilharia das alturas próximas a Sharpsburg. Mas a ponte superior estava a três quilômetros dos canhões confederados e podia ser atravessada com segurança. McClellan planejava comprometer mais da metade de seu exército no ataque, começando com dois corpos, apoiados por um terceiro e, se necessário, um quarto. Ele pretendia lançar um ataque diversionário simultâneo contra o flanco direito confederado com um quinto corpo e estava preparado para atacar o centro com suas reservas se qualquer um dos ataques fosse bem-sucedido. A escaramuça em East Woods serviu para sinalizar as intenções de McClellan para Lee, que preparou suas defesas de acordo. Ele deslocou homens para seu flanco esquerdo e enviou mensagens urgentes para seus dois comandantes que ainda não haviam chegado ao campo de batalha: Lafayette McLaws com duas divisões e A.P. Hill com uma divisão.

### Terreno e suas consequências
Os planos de McClellan foram mal coordenados e mal executados. Ele emitiu a cada um de seus comandantes subordinados ordens apenas para seus respectivos corpos de exércitos, não ordens gerais descrevendo todo o plano geral da batalha. O terreno do campo de batalha dificultava que esses comandantes monitorassem eventos fora de seus setores. Além disso, o quartel-general de McClellan ficava a mais de uma milha na retaguarda (na casa de Philip Pry, a leste do riacho). Isso dificultava o controle dos exércitos separados. É por isso que a batalha progrediu no dia seguinte como essencialmente três batalhas separadas, em sua maioria descoordenadas: manhã no extremo norte do campo de batalha, meio-dia no centro e tarde no sul. Essa falta de coordenação e concentração das forças de McClellan anulou quase completamente a vantagem de dois para um que a União desfrutava. Isso também permitiu que Lee mudasse suas forças defensivas para enfrentar cada ofensiva.

## A batalha

### Fase da manhã

#### O ataque de Hooker e Hood

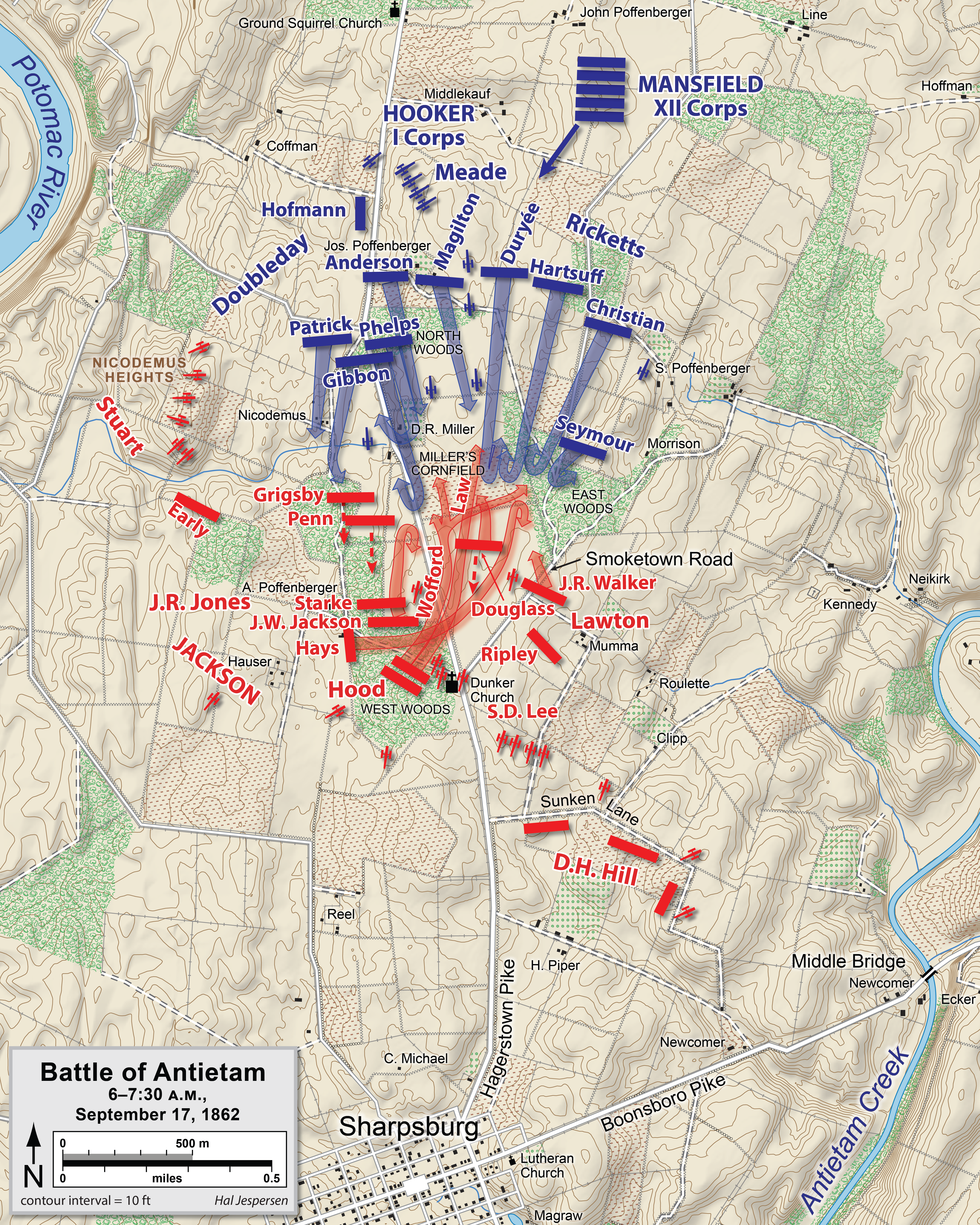
Ataques do I Corpo de exército de Hooker, das 5h30 às 7h30 da manhã.

A batalha começou ao amanhecer (por volta das 5h30 da manhã) em 17 de setembro com um ataque ao longo de Hagerstown Turnpike pelo I Corpo de Exército da União sob o comando de Joseph Hooker. O objetivo de Hooker era o planalto onde ficava a Igreja Dunker, uma modesta construção caiada pertencente a uma congregação de Irmãos Batistas Alemães. Hooker tinha aproximadamente 8 600 homens, pouco mais que os 7 700 defensores sob o comando de Stonewall Jackson e essa pequena disparidade foi mais que compensada pelas fortes posições defensivas dos confederados. A divisão de Abner Doubleday avançou à direita de Hooker, enquanto a de James Ricketts avançou à esquerda, para dentro de East Woods, e a divisão de George Meade, das Reservas da Pensilvânia, foi posicionada no centro e ligeiramente na retaguarda. A defesa de Jackson consistia nas divisões sob o comando de Alexander Lawton e John R. Jones, em linha desde West Woods, cruzando Turnpike e ao longo da extremidade sul do Cornfield de Miller, um enorme milharal no setor central do campo de batalha. Quatro brigadas estavam em reserva dentro de West Woods.
Quando os primeiros soldados da União surgiram em North Woods e entraram no milharal, um duelo de canhões começou. O fogo confederado vinha das baterias de artilharia montada sob o comando de Jeb Stuart a oeste e de quatro baterias sob o coronel Stephen D. Lee nas colinas do outro lado da estrada, em frente à Igreja Dunker ao sul. O fogo de retorno da União veio de nove baterias na colina atrás de North Woods e de vinte canhões Parrott de 20 libras, a três quilômetros a leste do riacho Antietam. A intensidade do fogo causou muitas baixas em ambos os lados e foi descrita pelo coronel Lee como "um inferno de artilharia".
Vendo o brilho das baionetas confederadas escondidas no milharal, Hooker parou sua infantaria e trouxe quatro baterias de artilharia, que dispararam balas e canhões sobre as cabeças da infantaria federal no campo. A batalha começou, com muita ação corpo a corpo com coronhas de rifles e baionetas devido à baixa visibilidade no milharal. Oficiais cavalgavam praguejando e gritando ordens que ninguém conseguia ouvir devido ao barulho. Os rifles ficaram quentes e entupidos de tanto disparar; o ar estava cheio de balas e projéteis.

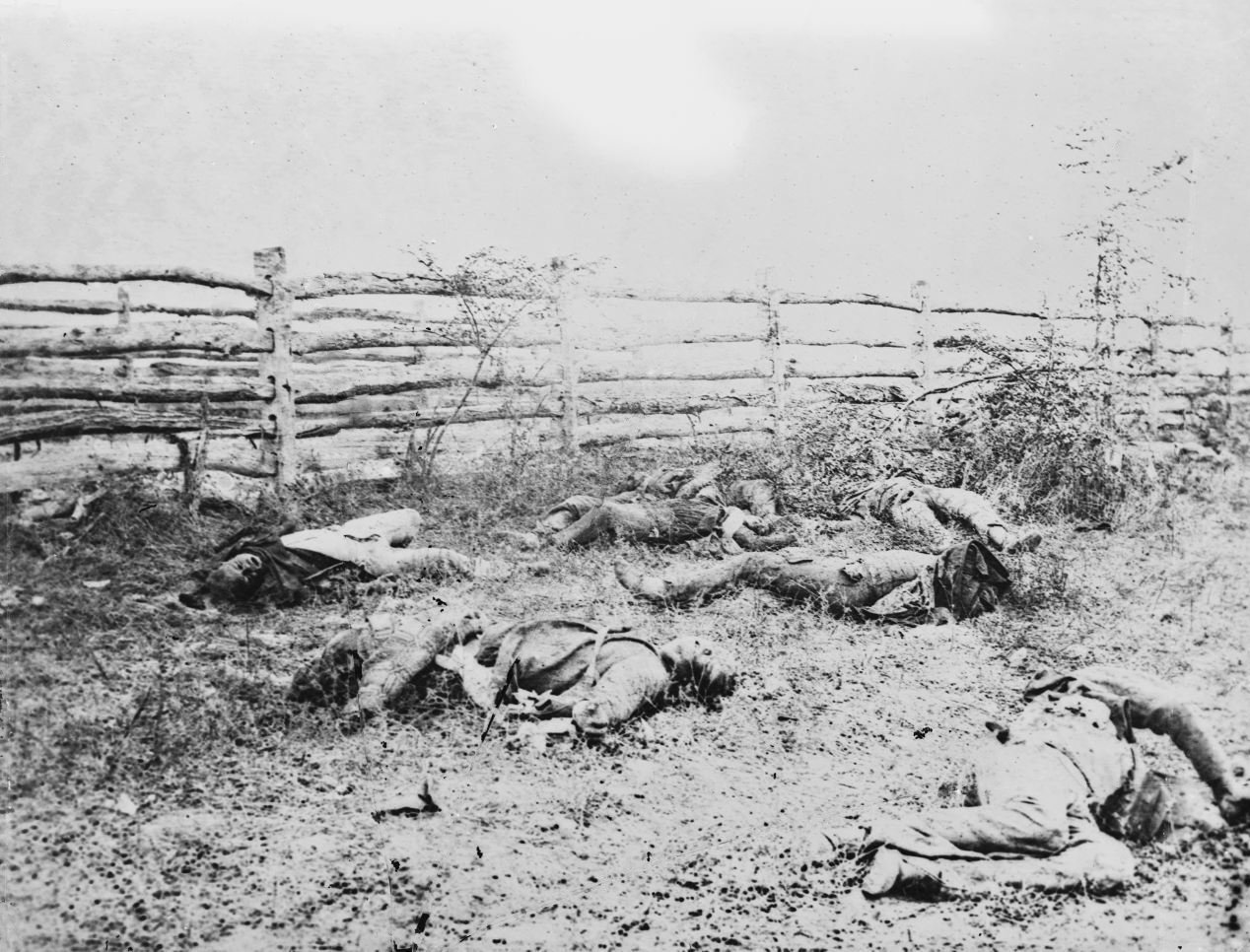
Soldados confederados mortos no campo de batalha de Antietam enquanto caíam dentro da cerca na estrada de Hagerstown.

A 1ª Brigada da Pensilvânia do general Meade, sob o comando do general Truman Seymour, começou a avançar por East Woods e trocou tiros com a brigada do coronel James Walker, composta por tropas do Alabama, Geórgia e Carolina do Norte. Quando os homens de Walker forçaram os de Seymour a recuar, com a ajuda do fogo de artilharia de Lee, a divisão de Ricketts entrou no milharal, mas também foi devastada pela artilharia. A brigada do general Abram Duryée marchou diretamente para as descargas da brigada da Geórgia sob o comando do coronel Marcellus Douglass. Suportando fogo pesado a uma distância de 230 metros e sem vantagem devido à falta de reforços, Duryée ordenou a retirada.
Os reforços que Duryée esperava — as brigadas sob o comando do general George L. Hartsuff e do coronel William A. Christian — tiveram dificuldades para chegar à cena. Hartsuff foi ferido por um projétil e Christian desmontou e fugiu para a retaguarda em pânico. Quando os homens se reagruparam e avançaram no milharal, encontraram o mesmo fogo de artilharia e infantaria que seus predecessores. Com o aumento da superioridade numérica da União, a brigada "Tigre" da Louisiana, sob o comando de Harry Hays, entrou na luta e forçou os homens da União de volta de East Woods. O 12º Regimento de Infantaria de Massachusetts sofreu 67% de baixas, a maior de qualquer unidade naquele dia. Os "Tigres" foram finalmente repelidos quando os federais posicionaram uma bateria de artilharia no milharal. O fogo a queima-roupa dizimou os Tigres, que perderam 323 dos seus 500 homens.

No ataque dos Tigres da Louisiana no Milharal de Miller: "... o incêndio mais mortal da guerra. Rifles são despedaçados nas mãos dos soldados, cantis e mochilas são crivados de balas, os mortos e feridos são derrubados aos montes."

Capt. Benjamin F. Cook, do
 12º Regimento de Infantaria de Massachusetts
Enquanto o milharal continuava um impasse sangrento, os avanços federais alguns metros a oeste foram mais bem-sucedidos. A 4ª Brigada do general John Gibbon, da divisão de Doubleday (recentemente nomeada "Brigada de Ferro"), começou a avançar pela Turnpike, no milharal e em West Woods, empurrando os homens de Jackson para trás. Eles foram detidos por uma carga de 1 150 homens da brigada de Starke, que dispararam pesado fogo a trinta metros de distância. A brigada confederada recuou após ser exposta ao feroz fogo de retorno da Brigada de Ferro e Starke foi mortalmente ferido. O avanço da União sobre a Igreja Dunker recomeçou e abriu uma grande lacuna na linha defensiva de Jackson, que estava à beira do colapso. Embora o custo tenha sido alto, o corpo de exército de Hooker estava fazendo progressos constantes.
Reforços confederados chegaram logo após as 7h da manhã. As divisões sob Lafayette McLaws e Richard H. Anderson chegaram após uma marcha noturna de Harpers Ferry. Por volta das 7h15, o general Lee moveu a brigada da Geórgia de George T. Anderson do flanco direito do exército para ajudar Jackson. Às 7h, a divisão de 2 300 homens de Hood avançou por West Woods e empurrou as tropas da União de volta através do milharal de Miller novamente. Eles foram ajudados por três brigadas da divisão de D.H. Hill, vindas da fazenda Mumma, a sudeste no milharal, e pela brigada de Jubal Early, que avançava por West Woods da fazenda Nicodemus, onde apoiavam a artilharia montada de Jeb Stuart. Alguns oficiais da Brigada de Ferro reuniram homens em torno das peças de artilharia da Bateria B, 4ª Artilharia dos Estados Unidos, e o próprio Gibbon garantiu que sua unidade anterior não perdesse um único carro de munição. No entanto, os homens de Hood suportaram o peso da luta e pagaram um preço alto — 60% de baixas —, mas conseguiram evitar que a linha defensiva desmoronasse e seguraram o I Corpo de Exército. Quando um oficial perguntou a Hood onde estava sua divisão, ele respondeu: "Mortos no campo de batalha".

#### Mansfield e Sedgwick

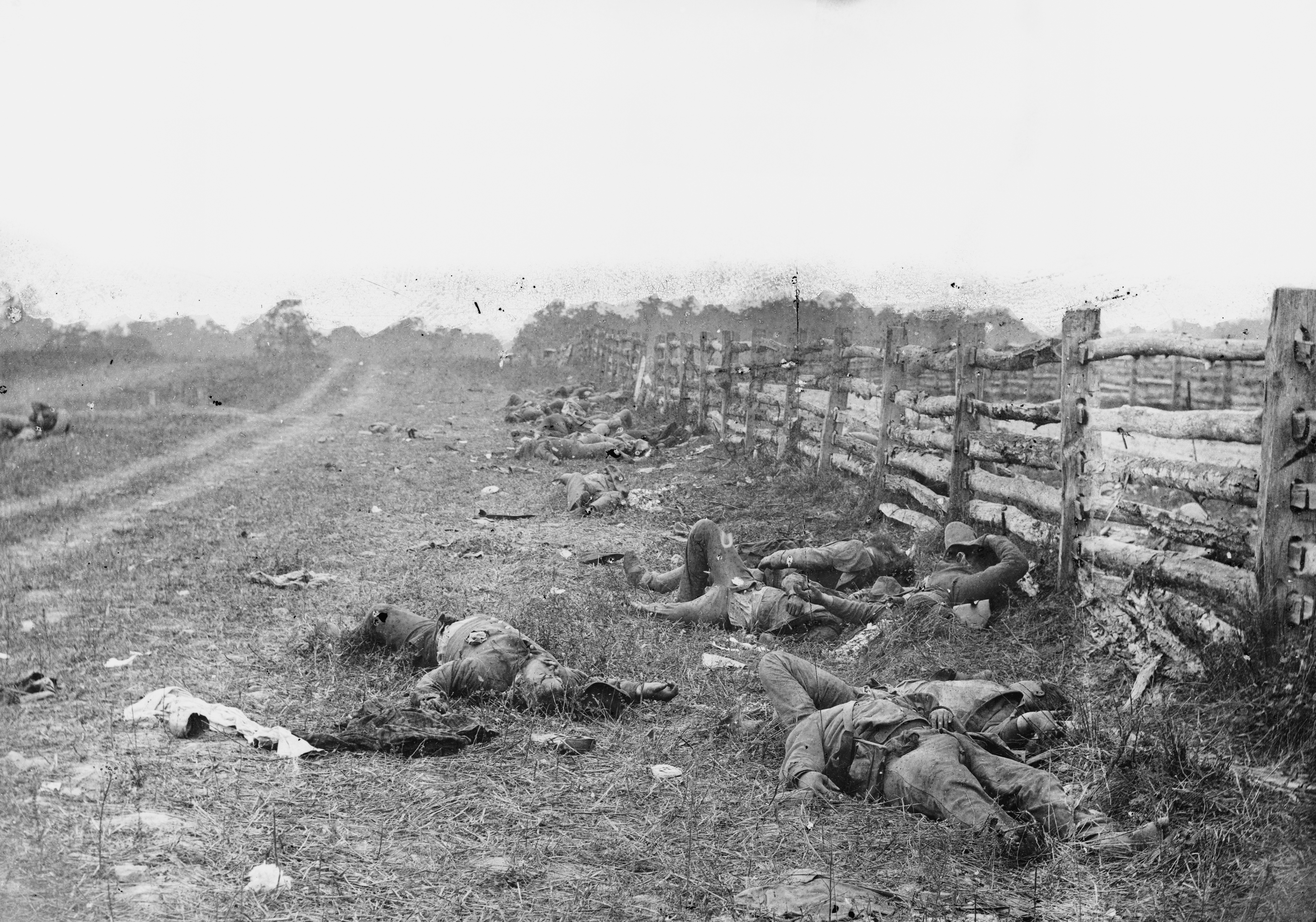
Soldados confederados mortos da Brigada de Louisiana de William Starke, em Hagerstown Turnpike, ao norte da Igreja Dunker. Fotografia de Alexander Gardner.

Os homens de Hooker também sofreram pesadas baixas, mas sem alcançar seus objetivos. Após duas horas e 2 500 baixas, eles voltaram ao ponto de partida. O milharal, uma área de cerca de 230 metros de profundidade e 400 metros de largura, tornou-se uma cena de destruição indescritível. Estimou-se que o milharal trocou de mãos pelo menos quinze vezes ao longo da manhã. O major Rufus Dawes, que assumiu o comando do 6º Regimento de Wisconsin da Brigada de Ferro durante a batalha, mais tarde comparou os combates ao redor da Estrada de Hagerstown com o muro de pedra em Fredericksburg, o "Ângulo Sangrento" de Spotsylvania e o "matadouro" de Cold Harbor, insistindo que "a Estrada de Antietam superou todos em evidência manifesta de massacre." Hooker foi reforçado pelos 7 200 homens de infantaria do XII Corpo de Exército do general Joseph K. Mansfield, que haviam sido mantidos em uma reserva de definição vaga.
Metade dos homens de Mansfield eram recrutas inexperientes e o próprio Mansfield também não tinha muita experiência, tendo assumido o comando apenas dois dias antes. Embora fosse um veterano de quarenta anos de serviço, nunca havia comandado um grande número de soldados em combate. Preocupado com a possibilidade de seus homens fugirem sob fogo, ele os marchou em uma formação conhecida como "coluna de companhias, fechada em massa", uma formação agrupada em que um regimento estava disposto em dez fileiras de profundidade em vez das duas normais. Quando seus homens entraram em East Woods, apresentaram-se como um alvo excelente para a artilharia, "quase tão fácil [de acertar] quanto um celeiro." O próprio Mansfield foi baleado no peito e morreu no dia seguinte. Alpheus Williams assumiu temporariamente o comando do XII Corpo.
Os novos recrutas da 1ª Divisão de Mansfield não fizeram progresso contra a linha do general Hood, que foi reforçada por brigadas da divisão de Daniel Harvey Hill, sob os coronéis Alfred H. Colquitt e Duncan K. McRae. No entanto, a 2ª Divisão do XII Corpo de exército federal, sob o general George Sears Greene, conseguiu romper a linha dos homens de McRae, que fugiram acreditando, erroneamente, que estavam prestes a ser cercados por um ataque de flanco. Essa brecha na linha forçou Hood e seus homens, em menor número, a se reagrupar em West Woods, onde começaram o dia. Greene conseguiu alcançar as proximidades da Igreja Dunker e expulsou as baterias de Stephen Lee.

"... cada talo de milho na parte norte e maior do campo foi cortado tão de perto quanto poderia ser feito com uma faca, e os [Confederados] mortos estavam dispostos em filas exatamente como tinham se posicionado em suas fileiras momentos antes."

Major-general Joseph Hooker
Comandante do I Corpo do Exército da União
Hooker tentou coordenar o ataque, mas um atirador de elite confederado avistou o general e seu cavalo branco e atirou em Hooker no pé. O comando de seu I Corpo foi designado a Meade por Hooker. Ricketts tinha mais senioridade do que Meade, mas McClellan apoiou a decisão de Hooker de colocar Meade no comando do corpo. Mas com Hooker fora do campo, não havia mais nenhum general com autoridade para coordenar as tropas restantes no campo de batalha.
Em um esforço para virar o flanco esquerdo confederado e aliviar a pressão sobre os homens de Mansfield, o II Corpo do major-general Edwin V. Sumner foi ordenado às 7h20 a enviar duas divisões para a batalha. A divisão de John Sedgwick, com 5 400 homens, foi a primeira a cruzar o riacho Antietam, entrando em East Woods com a intenção de virar à esquerda e forçar os confederados ao sul, em direção ao ataque do IX Corpo de Ambrose Burnside. Mas o plano deu errado. Eles se separaram da divisão de William H. French, e às 9h, Sumner, que acompanhava a divisão, lançou o ataque com uma formação de batalha incomum — três brigadas em três longas fileiras, com os homens lado a lado, separadas por apenas 50 a 70 metros entre as fileiras. Eles foram atacados primeiro pela artilharia confederada e, em seguida, por três lados, pelas divisões dos generais Jubal Early, James A. Walker e Lafayette McLaws, e em menos de meia hora os homens de Sedgwick foram forçados a recuar em grande desordem para o ponto de partida, com mais de 2 200 baixas, incluindo o próprio Sedgwick, que foi afastado da ação por vários meses devido a um ferimento. Sumner foi condenado pela maioria dos historiadores por seu ataque "imprudente", sua falta de coordenação com os quartéis-generais dos I e XII Corpos, a perda de controle da divisão de William H. French quando acompanhou a de Sedgwick, sua falha em realizar um reconhecimento adequado antes de lançar o ataque e pela escolha da formação de batalha incomum que foi eficientemente flanqueada pelo contra-ataque confederado. No entanto, a recente pesquisa do historiador M. V. Armstrong determinou que Sumner fez um reconhecimento apropriado e que sua decisão de atacar onde atacou foi justificada pelas informações disponíveis para ele.
Por volta das 9h45 da manhã, Williams foi encarregado de reforçar Sumner, e ele enviou dois regimentos do XII Corpo em direção à Estrada de Hagerstown. Os dois regimentos foram confrontados pela divisão de John G. Walker, recém-chegada do flanco direito confederado. Os homens de Walker repeliram os dois regimentos da União, e uma das brigadas confederadas, comandada pelo coronel Van H. Manning, atacou a posição de Greene perto da Igreja Dunker por volta das 10h. Após repelir a brigada de Manning, os soldados de Greene contra-atacaram em West Woods. Os combates diminuíram ao redor da Igreja Dunker e se deslocaram para o centro das linhas de Lee. A fase da manhã terminou com quase 13 000 baixas de ambos os lados, incluindo dois comandantes de corpo da União.

### Fase do meio-dia

#### Ataques iniciais na estrada afundada

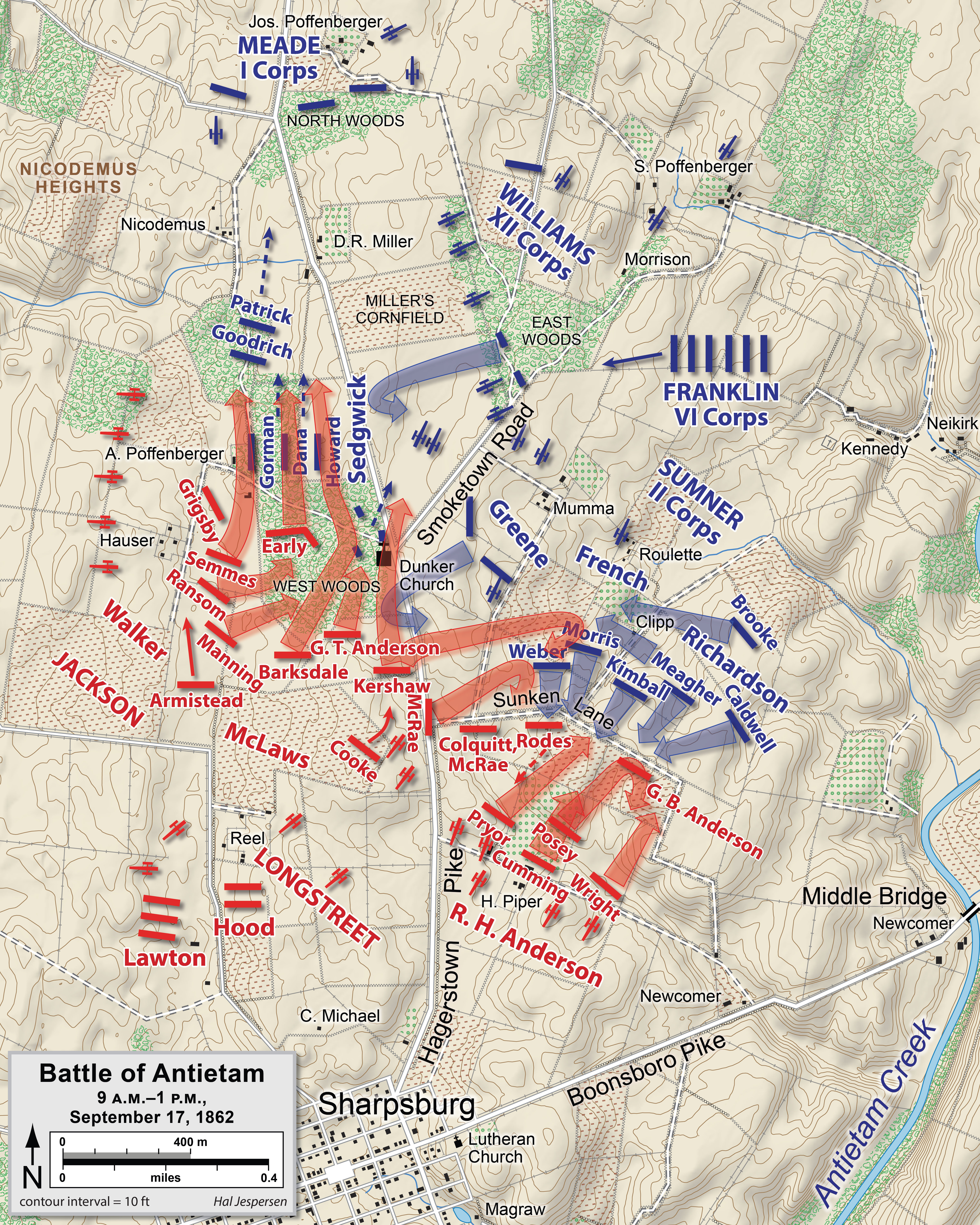
Ataques do XII Corpo de exército dos generais Mansfield/William e do II Corpo de Sumner, 9h às 13h.

Ao meio-dia, a ação se deslocou para o centro da linha confederada. Sumner havia acompanhado o ataque matutino da divisão de Sedgwick, mas outra de suas divisões unionistas, sob o comando do general-de-brigada William H. French, perdeu contato com Sumner e Sedgwick e, inexplicavelmente, se dirigiu para o sul. Ansioso por uma oportunidade de ver combate, French encontrou escaramuçadores em seu caminho e ordenou que seus homens avançassem. Nesse momento, o ajudante de Sumner (e seu filho) localizou French, descreveu a terrível luta em West Woods e transmitiu uma ordem para que ele desviasse a atenção confederada, atacando o centro deles.
French enfrentou a divisão de D.H. Hill, que comandava cerca de 2 500 homens, menos da metade do número de tropas sob seu comando, e três de suas cinco brigadas haviam sido severamente atingidas durante o combate matutino. Esse setor da linha de Longstreet era, teoricamente, o mais fraco. No entanto, os homens de Hill estavam em uma posição defensiva forte, no topo de uma crista gradual, em uma estrada afundada desgastada por anos de tráfego de carroças, que formava uma trincheira natural.
O general French lançou então uma série de ataques em tamanho de brigada contra as defesas improvisadas de Hill por volta das 9h30. A primeira brigada unionista a atacar, composta principalmente por tropas inexperientes sob o comando do general de brigada Max Weber, foi rapidamente abatida por um pesado fogo de rifles confederados; nenhum dos lados havia posicionado artilharia até aquele ponto. O segundo ataque, feito por recrutas novatos sob o comando do coronel Dwight Morris, também foi alvo de um intenso tiroteio, mas conseguiu repelir um contra-ataque da Brigada do Alabama de Robert Rodes. O terceiro, sob o comando do general de brigada Nathan Kimball, incluía três regimentos veteranos, mas também caiu sob o fogo da estrada afundada. A divisão de French sofreu 1 750 baixas (de seus 5 700 homens), entre mortos e feridos, em menos de uma hora.
Reforços estavam chegando de ambos os lados, e por volta das 10h30, o general comandante Robert E. Lee enviou sua divisão de reserva final — cerca de 3 400 homens sob o comando do major-general Richard H. Anderson — para fortalecer a linha de Hill e estendê-la para a direita, preparando um ataque que envolveria o flanco federal esquerdo do general French. Mas, ao mesmo tempo, os 4 000 homens da divisão do major-general Israel B. Richardson chegaram ao lado esquerdo de French. Essa era a última das três divisões de Sumner, que havia sido retida na retaguarda por McClellan enquanto ele organizava suas forças de reserva.

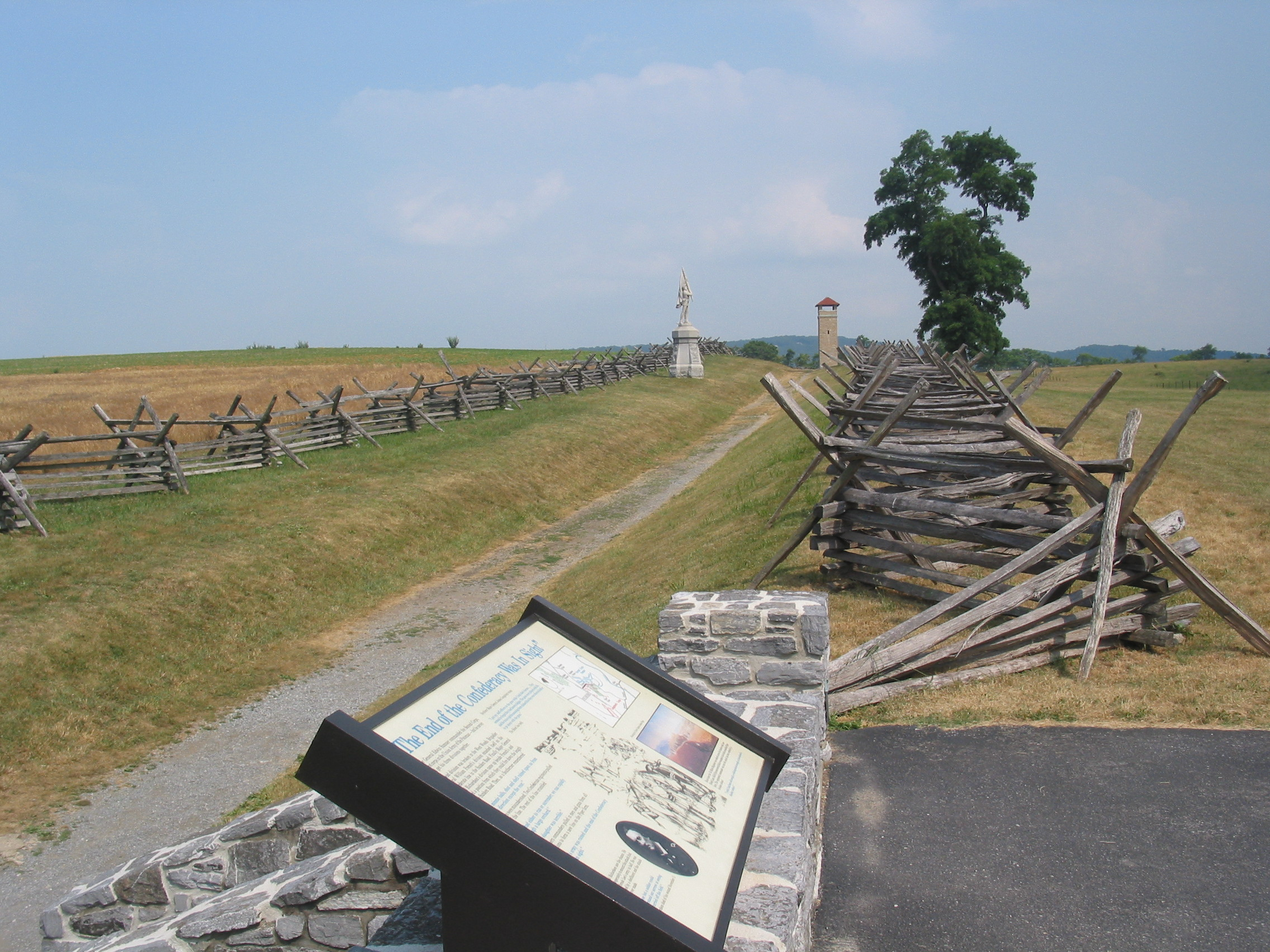
A estrada afundada ("sunken road") em 2005.

Liderando o quarto ataque do dia contra a estrada afundada (a sunken road) estava a Brigada Irlandesa do exército da União, sob o comando do general de brigada Thomas F. Meagher. Enquanto avançavam com bandeiras verdes esmeralda tremulando ao vento, um capelão regimental, o padre William Corby, cavalgava de um lado para o outro na frente da formação, gritando palavras de absolvição condicional prescritas pela Igreja Católica Romana para aqueles que estavam prestes a morrer. Os imigrantes irlandeses perderam 540 homens sob intensos disparos antes de serem ordenados a recuar.
O general Richardson pessoalmente enviou a brigada do general John C. Caldwell para a batalha ao meio-dia (depois de ter sido informado de que Caldwell estava na retaguarda, atrás de uma pilha de feno), e finalmente a maré virou. A divisão confederada de Richard Anderson pouco ajudou os defensores, pois o general Anderson foi ferido no início do combate. Outros líderes importantes também foram perdidos, incluindo George B. Anderson (sem parentesco; o sucessor de Anderson, o coronel Charles C. Tew, da 2ª regimento da Carolina do Norte, foi morto minutos após assumir o comando) e o coronel John B. Gordon, do 6º regimento do Alabama. A estrutura de comando confederada estava começando a se desorganizar.

#### Colapso em Sunken Road
"Estávamos atirando neles como ovelhas em um curral. Se uma bala errasse o alvo no começo, era provável que atingisse a margem mais distante, voltasse e os pegasse secundariamente."

Sargento desconhecido
61º Regimento de Infantaria de Nova York
Quando a brigada unionista do general John C. Caldwell avançou pelo flanco direito dos Confederados, o Coronel Francis C. Barlow liderou os 61º e 64º regimentos de Nova York para a frente. Barlow e o Tenente-Coronel Nelson Miles identificaram um ponto fraco na linha e manobraram suas tropas para uma posição que lhes permitiu disparar fogo em enfiada contra a linha confederada, transformando-a em uma armadilha mortal. Ao tentar manobrar para enfrentar essa ameaça, uma ordem do general confederado Robert E. Rodes foi mal interpretada pelo Tenente-Coronel James N. Lightfoot, que havia sucedido Gordon. Lightfoot ordenou que seus homens fizessem meia-volta e marchassem para longe, uma ordem que todos os cinco regimentos da brigada entenderam que se aplicava a eles também. As tropas confederadas correram em direção a Sharpsburg, com sua linha desfeita. A maioria da brigada de George Anderson também se retirou, sendo arrastada pela retirada da divisão de Richard Anderson.
Os homens de Richardson estavam em perseguição acirrada quando uma artilharia em massa, rapidamente reunida pelo General Longstreet, os repeliu. Um contra-ataque com 200 homens, liderado por D.H. Hill, contornou o flanco esquerdo federal próximo à estrada afundada e, embora tenham sido repelidos por uma feroz carga do 5º regimento de New Hampshire, isso conteve o colapso do centro. Relutantemente, Richardson ordenou que sua divisão recuasse para o norte da crista voltada para a estrada afundada. Sua divisão perdeu cerca de mil homens. O Coronel Barlow foi gravemente ferido e Richardson mortalmente ferido. O general Winfield Hancock assumiu o comando da divisão. Embora Hancock viesse a ter uma excelente reputação futura como comandante agressivo de divisão e corpo, a mudança inesperada de comando enfraqueceu o ímpeto do avanço federal.

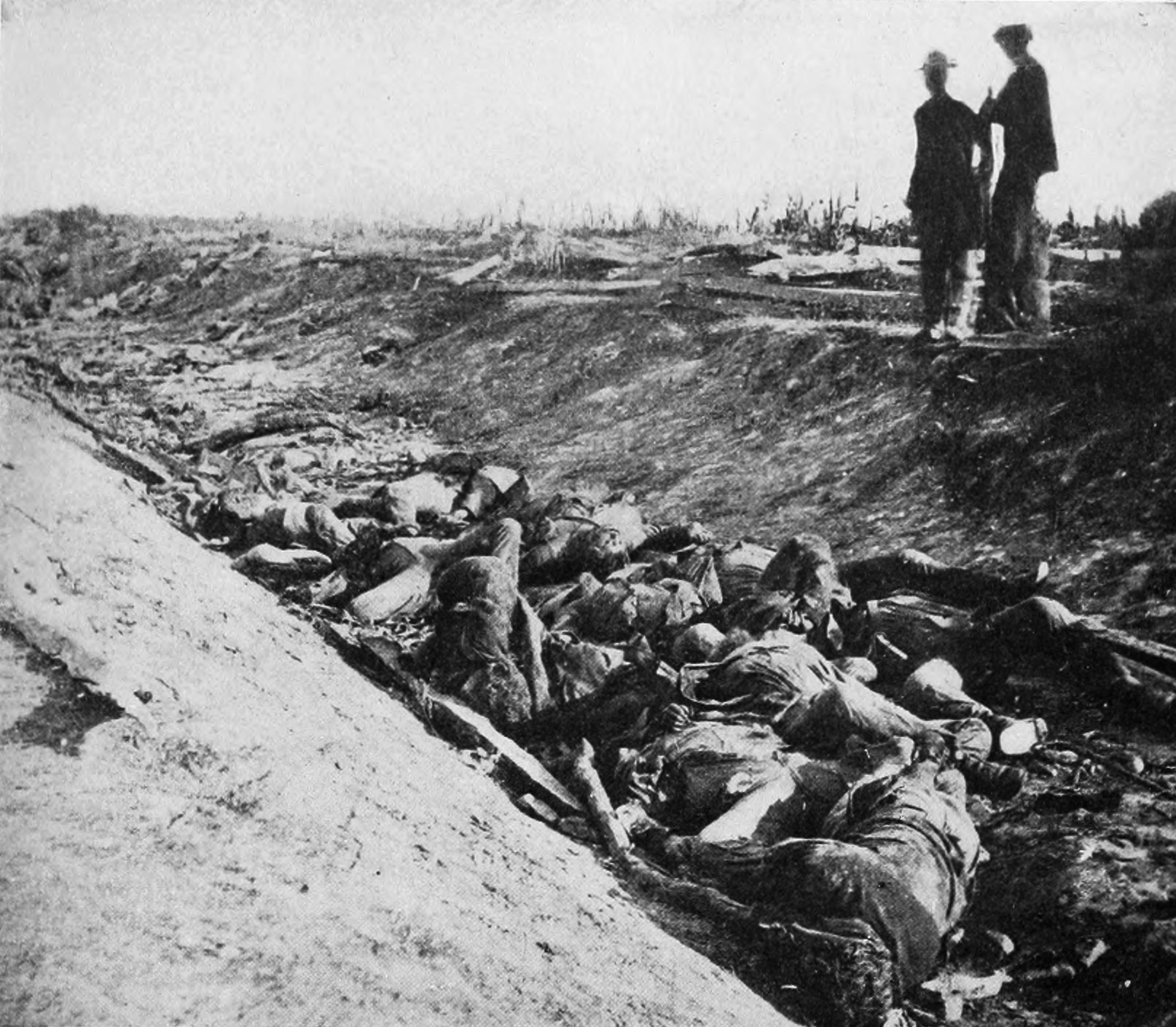
Corpos de soldados mortos na Bloody Lane em Antietam.

A carnificina das 9h30 às 13h na estrada afundada lhe deu o nome de Bloody Lane, deixando cerca de 5 600 baixas entre mortos e feridos (3 000 da União e 2 600 entre os confederadas) ao longo dos 700 metros de estrada. E ainda assim, uma grande oportunidade se apresentou. Se esse setor quebrado da linha confederada fosse explorado, o exército de Lee seria dividido ao meio e possivelmente derrotado. Havia forças amplas disponíveis para isso. Havia uma reserva de 3 500 cavaleiros e 10 300 soldados de infantaria do V Corpo de exército do General Fitz John Porter, esperando perto da ponte do meio, a pouco mais de 1,5 km de distância. O VI Corpo do exército federal, sob o comando do major-general William B. Franklin, acabara de chegar com 12 000 homens. Os rebeldes confederados, sob o comando do coronel Van H. Mannin, fizeram um segundo ataque ao terreno elevado à esquerda (ocupado pelo general George Greene) que dominava a estrada ao meio-dia, mas a Divisão de William Smith do VI Corpo federal o reconquistou. Franklin estava pronto para explorar essa brecha, mas Sumner, o comandante mais sênior dos corpos, ordenou que ele não avançasse. Franklin apelou a McClellan, que deixou seu quartel-general na retaguarda para ouvir os dois argumentos, mas apoiou a decisão de Sumner, ordenando a Franklin e Hancock que mantivessem suas posições. McClellan nunca perdeu esse terreno pelo resto da batalha e acabou reunindo quarenta e quatro canhões ali.
Mais tarde no dia, o comandante da outra unidade de reserva perto do centro, o major general Fitz John Porter, do V Corpo federal, ouviu recomendações do major-general George Sykes, que comandava sua 2ª Divisão, sugerindo que outro ataque fosse feito no centro, uma ideia que intrigou McClellan. No entanto, Porter teria dito a McClellan: "Lembre-se, General, eu comando a última reserva do último Exército da República." McClellan mais uma vez hesitou e outra oportunidade foi perdida.

### Fase da tarde

#### A Ponte de Burnside

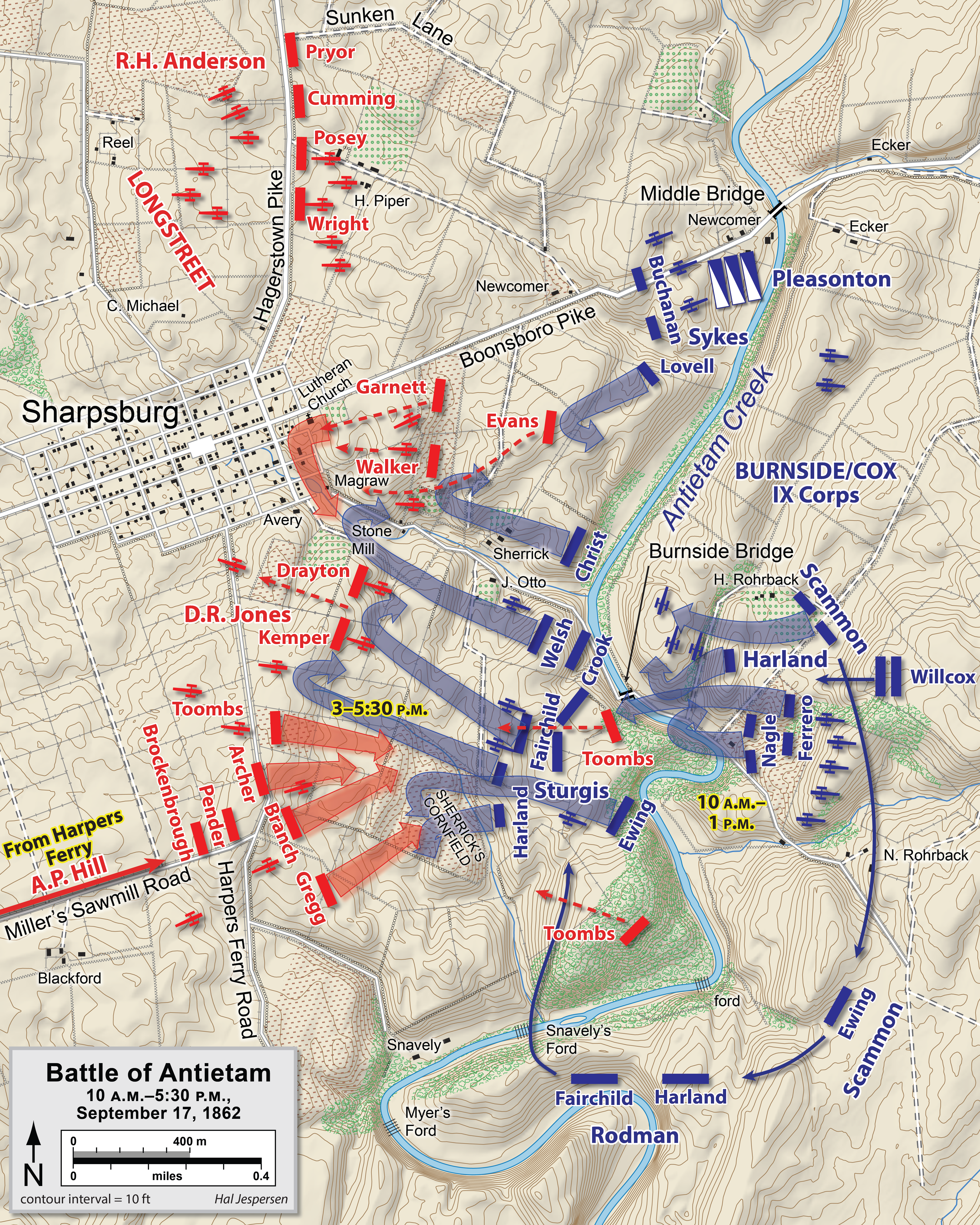
Ataques do IX Corpo de exército de Burnside, das 10h às 16h30.

A ação se moveu para o extremo sul do campo de batalha. O plano de McClellan previa que o major-general Ambrose Burnside e o IX Corpo do exército unionista realizassem um ataque de distração em apoio ao I Corpo do general Joseph Hooker, na esperança de desviar a atenção dos confederados do ataque principal pretendido no norte. No entanto, Burnside foi instruído a esperar por ordens explícitas antes de lançar seu ataque e essas ordens só chegaram a ele às 10h da manhã. Burnside foi em grande parte passivo durante os preparativos para a batalha. O IX Corpo tinha uma estrutura de comando confusa – Burnside havia anteriormente comandado uma ala do exército da União, composta pelo I e IX Corpos. Apesar de o I Corpo ter sido removido do controle de Burnside, ele ainda agia como se fosse um comandante de ala. As ordens para o IX Corpo iam para Burnside, que então as passava diretamente para o general Jacob Cox. Cox assumiu o comando temporário do Corpo após a morte de Jesse Reno em South Mountain.
Burnside tinha quatro divisões (12 500 soldados) e 50 canhões a leste do riacho Antietam. Enfrentando-o estava uma força que havia sido bastante reduzida pelo movimento de unidades de Lee para reforçar o flanco esquerdo confederado. Ao amanhecer, as divisões confederadas dos generais de brigada David R. Jones e John G. Walker estavam na defesa, mas às 10h, todos os homens de Walker e a brigada da Geórgia do Coronel George T. Anderson haviam sido removidos. Jones tinha apenas cerca de 3 000 homens e 12 canhões disponíveis para enfrentar Burnside. Quatro brigadas finas guardavam as cristas perto de Sharpsburg, principalmente um planalto baixo conhecido como Cemetery Hill. Os 400 homens restantes – os 2º e 20º regimentos da Geórgia, sob o comando do general de brigada Robert Toombs, com duas baterias de artilharia – defendiam a Ponte de Rohrbach, uma estrutura de pedra de três vãos e 38 metros de comprimento que era a travessia mais ao sul do Antietam. Ela ficaria conhecida como a Ponte de Burnside devido à notoriedade da batalha que se aproximava. A ponte era um objetivo difícil. A estrada principal que levava a ela estava exposta ao fogo inimigo, mas uma estrada rural permitia uma aproximação mais protegida até cerca de 230 metros da ponte. A ponte era dominada por um penhasco íngreme na margem oeste, e árvores e uma pedreira antiga forneciam cobertura para os defensores. Os confederados também reforçaram sua posição com barricadas feitas de troncos e cercas de madeira.

"Vá e olhe para [a Ponte de Burnside], e me diga se você não acha que Burnside e seu corpo podem ter executado um salto, pulo e salto e pousado do outro lado. Uma coisa é certa, eles podem ter atravessado a ponte naquele dia sem molhar seus cintos em lugar nenhum."

Oficial do estado-maior confederado Henry Kyd Douglas
Os historiadores questionam por que Burnside gastou tanto tempo na ponte sobre o riacho Antietam quando ele poderia ter sido cruzado "em vários pontos fora do alcance inimigo". O terreno elevado além do riacho, que às vezes era raso, tornava a travessia da água uma parte relativamente fácil de um problema difícil. Burnside concentrou seu plano em tomar a ponte enquanto cruzava simultaneamente um vau que os engenheiros de McClellan haviam identificado a um quilômetro a jusante, mas quando os homens de Burnside chegaram lá, descobriram que as margens eram altas demais para serem transpostas. Enquanto a brigada de Ohio do coronel George Crook se preparava para atacar a ponte com o apoio da divisão do general de brigada Samuel Sturgis, o restante da Divisão Kanawha e a divisão do general de brigada Isaac Rodman lutavam para atravessar um matagal espesso tentando localizar o vau de Snavely, cerca de três a jusante, com a intenção de flanquear os confederados.

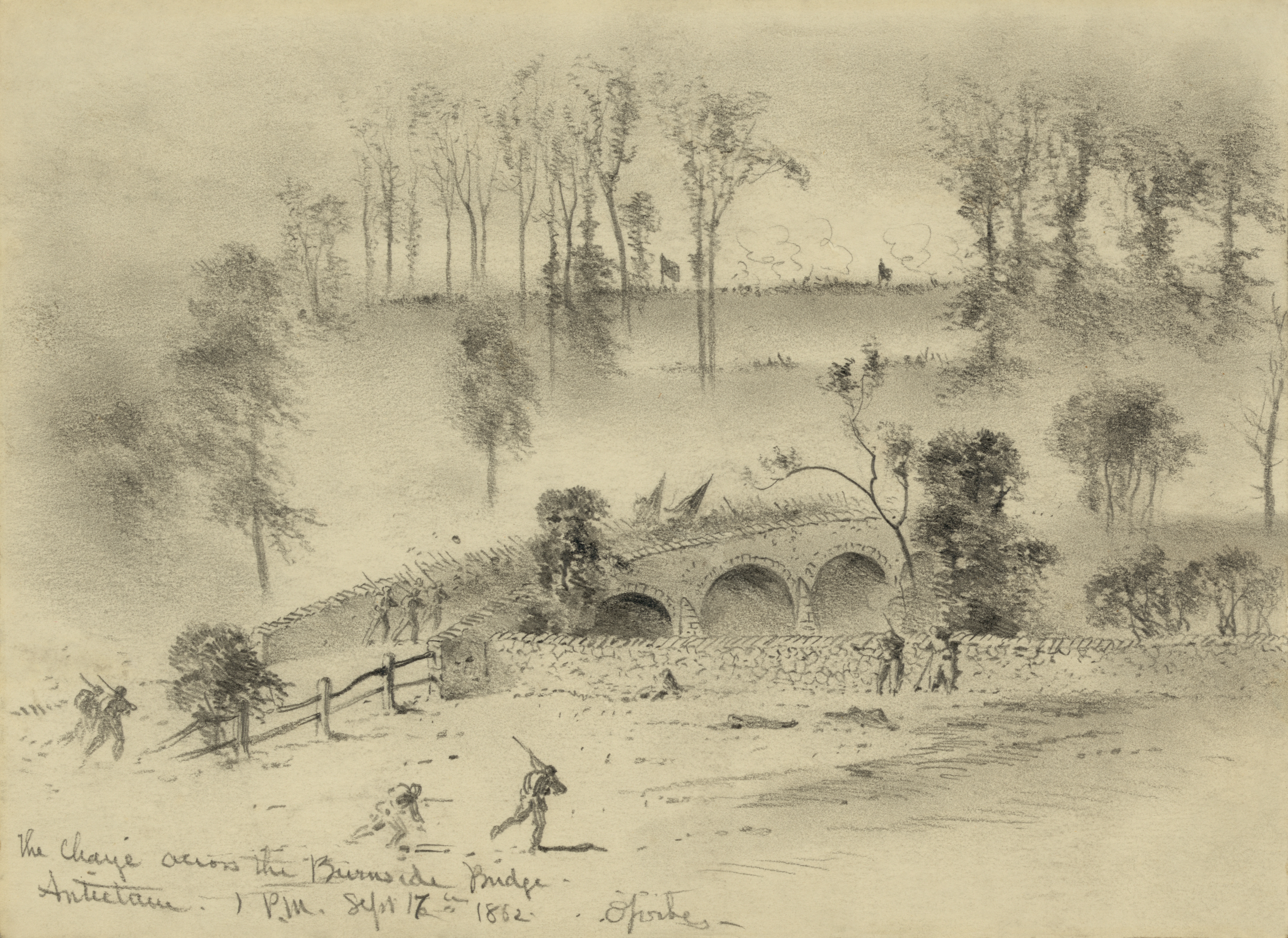
O ataque do 51º regimento de Nova York e 51º regimento da Pensilvânia através da Ponte de Burnside,
por Edwin Forbes

O ataque de Crook à ponte foi liderado por atiradores do 11º regimento de Connecticut, que receberam ordens de liberar a ponte para os homens de Ohio cruzarem e atacarem o penhasco. Depois de receber fogo intenso por quinze minutos, os homens de Connecticut recuaram com 139 baixas, um terço de sua força, incluindo seu comandante, o coronel Henry W. Kingsbury, que foi mortalmente ferido. O ataque principal de Crook deu errado quando sua falta de familiaridade com o terreno fez com que seus homens chegassem ao riacho cerca de 400 metros a montante da ponte, onde trocaram disparos com atiradores confederados pelas próximas horas.
Enquanto a divisão de Rodman estava fora de contato, lutando para chegar ao vau de Snavely, Burnside e Cox dirigiram um segundo ataque à ponte por uma das brigadas de Sturgis, liderada pelo 2º regimento de Maryland e pelo 6º regimento de New Hampshire. Eles também caíram vítimas dos atiradores de elite e da artilharia confederada e seu ataque desmoronou. Nesse momento, já era meio-dia, e McClellan estava perdendo a paciência. Ele enviou uma sucessão de mensageiros para motivar Burnside a avançar. Ele ordenou a um auxiliar: "Diga a ele que, se custar 10 000 homens, ele deve ir agora." Ele aumentou a pressão enviando seu inspetor-geral, o coronel Delos B. Sackett, para confrontar Burnside, que reagiu indignado: "McClellan parece pensar que eu não estou fazendo o meu melhor para tomar esta ponte; você é o terceiro ou quarto que veio a mim esta manhã com ordens semelhantes."
A terceira tentativa de tomar a ponte foi às 12h30 pela outra brigada de Sturgis, comandada pelo general de brigada Edward Ferrero. Foi liderada pelo 51º regimento de Nova York e pelo 51º da Pensilvânia, que, com apoio de artilharia adequado e uma promessa de que uma ração de uísque recentemente cancelada seria restaurada se tivessem sucesso, atacaram ladeira abaixo e tomaram posições na margem leste. Manobrando um obus leve capturado para a posição, eles dispararam duas munições de metralha pela ponte e chegaram a vinte e três metros do inimigo. Às 13h, a munição confederada estava acabando e a notícia chegou a Toombs de que os homens de Rodman estavam cruzando Vau de Snavely em seu flanco. Ele ordenou uma retirada. Seus georgianos custaram aos federais mais de 500 baixas, sofrendo eles mesmos menos de 160 perdas entre mortos e feridos. E eles paralisaram o ataque de Burnside no flanco sul por mais de três horas.

#### A chegada de A. P. Hill

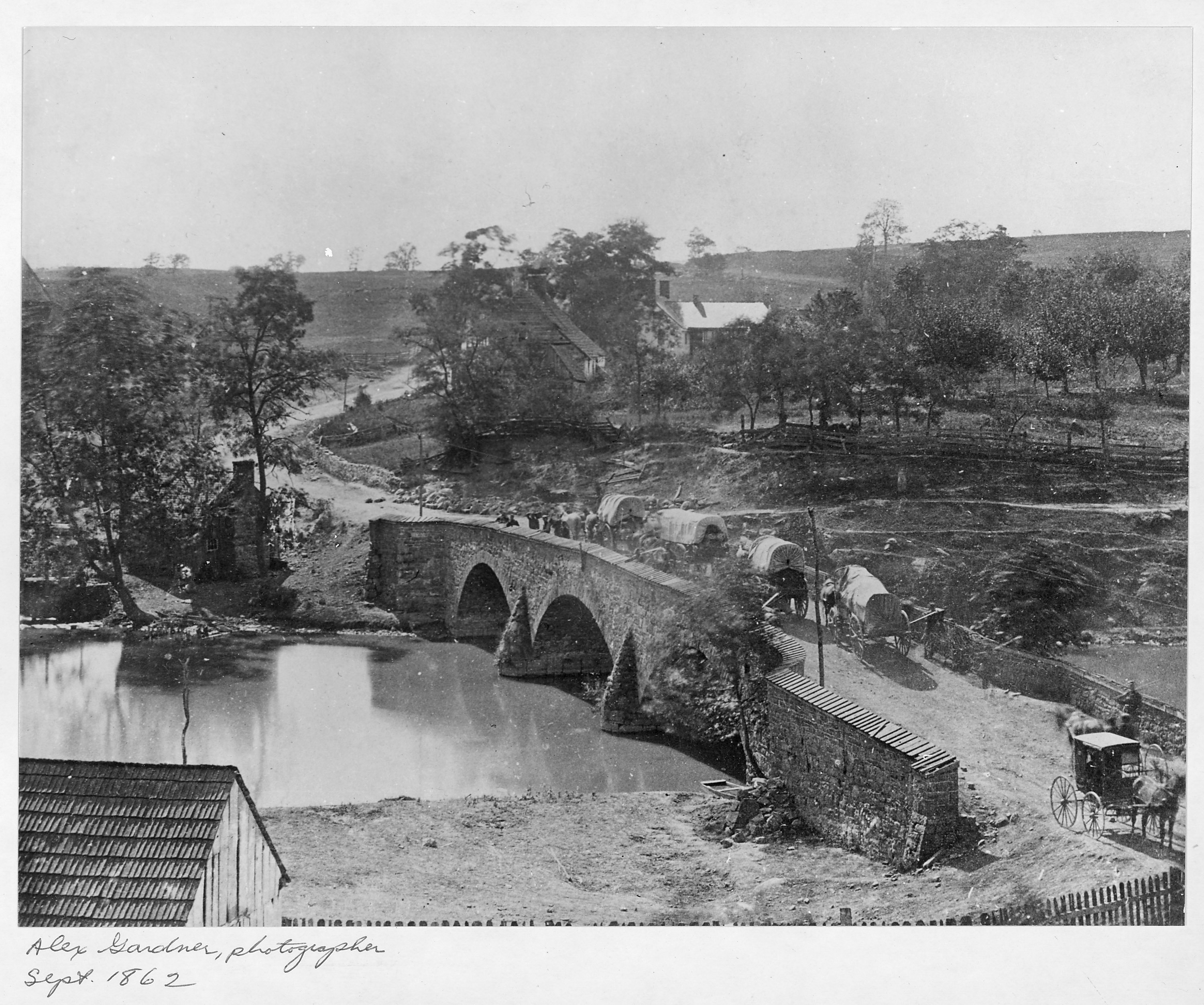
A ponte em Antietam, fotografada em setembro de 1862, por Alexander Gardner.

O ataque de Burnside estagnou novamente por conta própria. Seus oficiais haviam negligenciado o transporte de munição através da ponte, que por si só estava se tornando um gargalo para soldados, artilharia e vagões. Isso representou mais um atraso de duas horas. O General Lee usou esse tempo para reforçar seu flanco direito. Ele ordenou que todas as unidades de artilharia disponíveis se posicionassem, embora não tenha feito nenhuma tentativa de reforçar a tropa do general David Rumph Jones, que estava gravemente em desvantagem numérica, com unidades de infantaria do flanco esquerdo. Em vez disso, ele contava com a chegada da Divisão Ligeira de A.P. Hill, que naquele momento estava em uma exaustiva marcha de vinte e sete quilômetros vinda de Harpers Ferry. Às 14h, os homens de Hill haviam chegado ao vau de Boteler e Hill pôde conversar com o aliviado Lee às 14h30, que ordenou que ele trouxesse seus homens para o flanco direito de Jones.
Os federais estavam completamente alheios ao fato de que 3 000 novos homens os enfrentariam. O plano de Burnside era contornar o enfraquecido flanco direito confederado, convergir em Sharpsburg e cortar o exército de Lee do vau de Boteler, sua única rota de fuga pelo Potomac. Às 15h, Burnside deixou a divisão de Sturgis na reserva na margem oeste e avançou para o oeste com mais de 8 000 soldados (a maioria deles descansados e frescos) e 22 canhões para apoio próximo.
Um ataque inicial liderado pelo 79º regimento de Nova York, os "Cameron Highlanders", teve sucesso contra a divisão numericamente inferior de Jones, que foi empurrada para além de Cemetery Hill e a apenas 180 metros de Sharpsburg. Mais ao norte, à esquerda da União, a divisão de Rodman avançou em direção à Harpers Ferry Road. Sua brigada principal, sob o comando do coronel Harrison Fairchild, contendo vários zuavos do 9º regimento de Nova York, comandados pelo coronel Rush Hawkins, foi alvo de intenso fogo de artilharia de uma dúzia de canhões inimigos montados em uma crista à sua frente, mas eles continuaram avançando. Houve pânico nas ruas de Sharpsburg, entupidas com confederados em retirada. Das cinco brigadas na divisão de Jones, apenas a brigada de Toombs ainda estava intacta, mas ela tinha apenas 700 homens.

Representação artística da luta perto da Igreja de Dunker, por Thure de Thulstrup.

A divisão de A.P. Hill chegou às 15h30. Hill dividiu sua coluna, com duas brigadas movendo-se para sudeste para proteger seu flanco e as outras três, cerca de 2 000 homens, movendo-se para a direita da brigada de Toombs e se preparando para um contra-ataque. Às 15h40, a brigada do general de brigada Maxcy Gregg, composta por homens da Carolina do Sul, atacou o 16º regimento de Connecticut no flanco esquerdo de Rodman, no milharal do fazendeiro John Otto. Os homens de Connecticut estavam em serviço havia apenas três semanas e sua linha desintegrou-se com 185 baixas. O 4º regimento de Rhode Island avançou pela direita, mas tinha visibilidade ruim em meio aos altos talos de milho e ficaram desorientados, pois muitos dos confederados vestiam uniformes da União capturados em Harpers Ferry. Eles também quebraram e fugiram, deixando o 8º regimento de Connecticut avançado e isolado. Eles foram cercados e forçados a recuar pelas colinas em direção ao riacho Antietam. Um contra-ataque de regimentos federais da Divisão Kanawha falhou.
O IX Corpo do exército unionista sofreu cerca de 20% de baixas, mas ainda possuía o dobro de homens em comparação aos confederados que os enfrentavam. Perturbado pelo colapso de seu flanco, Burnside ordenou que seus homens recuassem até a margem oeste do Antietam, onde ele solicitou urgentemente mais homens e canhões. McClellan conseguiu fornecer apenas uma bateria. Ele disse: "Não posso fazer mais nada. Não tenho infantaria." Na verdade, McClellan tinha dois corpos frescos na reserva, o V de Porter e o VI de Franklin, mas ele era cauteloso demais, preocupado com a possibilidade de estar em grande desvantagem numérica e que um grande contra-ataque de Lee fosse iminente. Os homens de Burnside passaram o resto do dia protegendo a ponte pela qual sofreram tanto para capturar. Ao anoitecer, após recolher seus feridos, os confederados bateram em retirada de volta para a Virgínia. A luta em Antietam, embora custosa, terminou numa contestada vitória para a União.

## Consequências

### Baixas

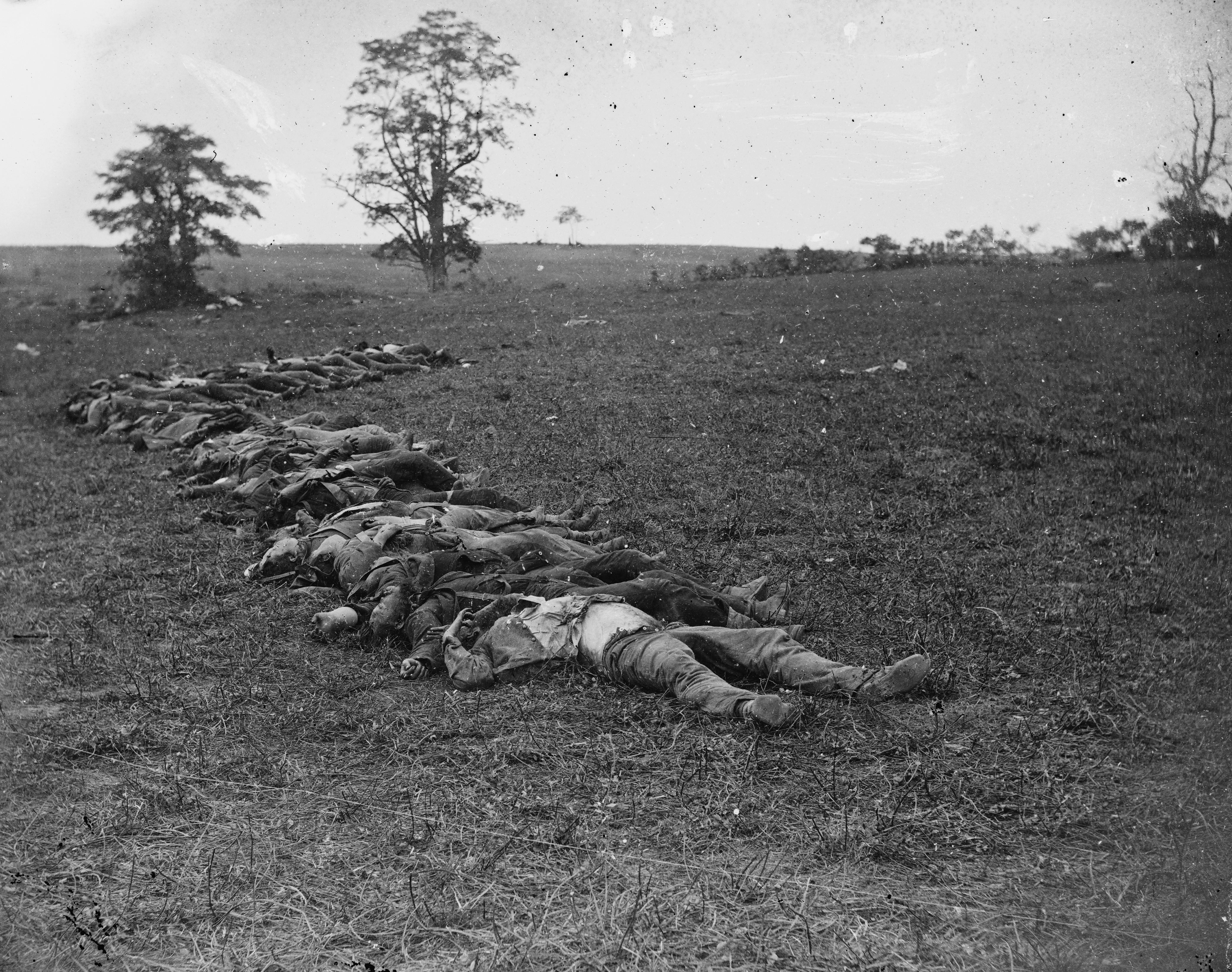
Fotografia de guerra de Alexander Gardner de mortos confederados reunidos para sepultamento após a batalha.

A batalha terminou por volta das 17h30. Na manhã de 18 de setembro, o exército de Lee se preparou para defender contra um ataque federal que nunca veio. Após uma trégua improvisada para que ambos os lados pudessem recuperar e trocar seus feridos, as forças de Lee começaram a se retirar pelo rio Potomac naquela noite para voltar à Virgínia. As perdas na batalha foram pesadas em ambos os lados. A União teve 12 410 baixas, com 2 108 mortos. As baixas confederadas foram de 10 316, com 1 547 mortos. Isso representou 25% da força federal e 31% dos confederados. No total, ambos os lados perderam um total combinado de 22 727 baixas (mortos, feridos, capturados ou desaparecidos) em um único dia, quase o mesmo número de perdas que chocou a nação na Batalha de Shiloh, de dois dias, cinco meses antes.
Vários generais morreram como resultado da batalha, incluindo os generais-majores Joseph K. Mansfield e Israel B. Richardson, e o brigadeiro-general Isaac P. Rodman, do lado da União, e os brigadeiros-generais Lawrence O. Branch e William E. Starke, do lado confederado. O brigadeiro-general confederado George B. Anderson foi atingido no tornozelo durante a defesa de Bloody Lane. Ele sobreviveu à batalha, mas morreu em outubro após uma amputação. Seis generais de cada lado foram feridos. Todos eram brigadeiros, exceto o major-general Hooker da União e o major-general confederado Richard H. Anderson.
Antietam viu o maior número de baixas em uma única batalha durante a guerra e foi descrito como o dia mais sangrento da história americana. A batalha está entre as dez com mais perdas humanas da Guerra Civil Americana. Uma fonte classifica a batalha em quinto lugar, atrás das batalhas de Gettysburg, Chickamauga, Chancellorsville e Spotsylvania Court House. Outra fonte classifica Antietam em oitavo lugar, com as batalhas adicionais de Wilderness, Shiloh e Stones River ficando acima. Entre os que ajudaram os cirurgiões militares mal abastecidos durante (e após) a batalha estava Clara Barton, que trouxe um carregamento de suprimentos médicos para o campo de batalha. Ela mais tarde fundou a organização de assistência a desastres da Cruz Vermelha Americana.

### Reações e significado

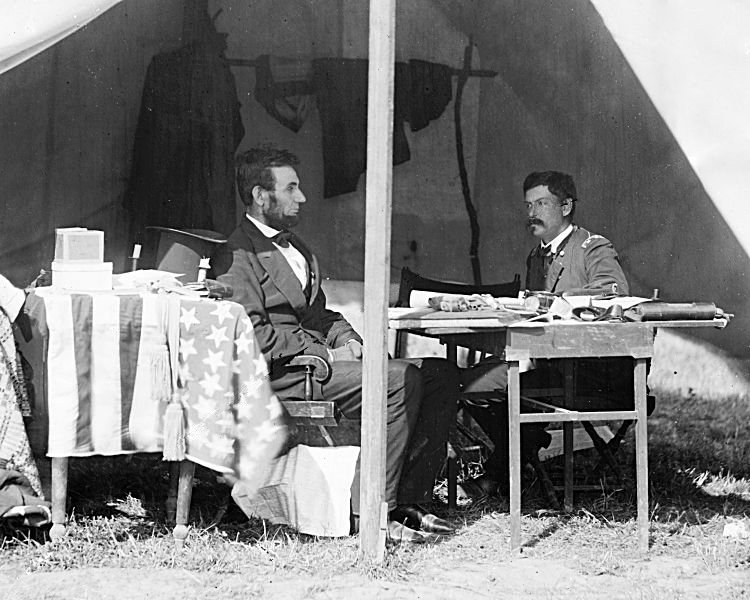
Fotografia de Alexander Gardner do presidente Lincoln e o general McClellan perto do campo de batalha de Antietam, em 3 de outubro de 1862.

O presidente Lincoln ficou desapontado com o desempenho de McClellan. Ele acreditava que as ações excessivamente cautelosas e mal coordenadas de McClellan no campo haviam forçado a batalha a terminar em empate, em vez de uma derrota esmagadora dos confederados. O presidente ficou ainda mais surpreso que, de 17 de setembro a 26 de outubro, apesar dos repetidos pedidos do Departamento de Guerra e do próprio presidente, McClellan recusou-se a perseguir Lee pelo Potomac, citando falta de equipamentos e o medo de estender demais suas forças. O general-chefe Henry W. Halleck escreveu em seu relatório oficial: "A longa inatividade de um exército tão grande diante de um inimigo derrotado, e durante a estação mais favorável para movimentos rápidos e uma campanha vigorosa, foi uma grande decepção e motivo de arrependimento". Lincoln retirou McClellan de seu comando do Exército do Potomac em 5 de novembro, encerrando efetivamente a carreira militar do general. Ele foi substituído em 9 de novembro pelo general Ambrose Burnside.
As baixas foram comparáveis em ambos os lados, embora Lee tenha perdido uma porcentagem maior de seu exército. Lee se retirou do campo de batalha primeiro, a definição técnica de perdedor tático em uma batalha na Guerra Civil. No entanto, em um sentido estratégico, apesar de ter sido um empate tático, Antietam é considerado um ponto de virada da guerra e uma vitória para a União, pois encerrou a campanha estratégica de Lee (sua primeira invasão em território da União). O historiador americano James M. McPherson resumiu a importância da Batalha de Antietam em seu livro, Crossroads of Freedom:
"Nenhuma outra campanha e batalha na guerra teve consequências tão importantes e múltiplas quanto Antietam. Em julho de 1863, os triunfos duplos da União em Gettysburg e Vicksburg deram outro golpe que impediu uma nova ofensiva confederada no Leste e cortou um terço ocidental da Confederação do restante. Em setembro de 1864, a captura de Atlanta por Sherman eletrizou o Norte e preparou o palco para o impulso final rumo à vitória da União. Esses também foram momentos decisivos. Mas eles nunca teriam acontecido se as três ofensivas confederadas no Mississippi, Kentucky e, mais importante, em Maryland não tivessem sido derrotadas no outono de 1862."
Os resultados de Antietam também permitiram que o presidente Lincoln emitisse a Proclamação de Emancipação preliminar em 22 de setembro, que deu aos estados confederados até 1 de janeiro de 1863 para acabar com sua rebelião ou então perder seus escravos. Embora Lincoln tivesse a intenção de fazer isso antes, o Secretário de Estado William H. Seward, em uma reunião de gabinete, aconselhou-o a esperar até que a União ganhasse uma vitória significativa para evitar a percepção de que isso foi feito por desespero.
A vitória da União e a proclamação de Lincoln desempenharam um papel considerável em dissuadir os governos da França e da Grã-Bretanha de reconhecer a Confederação; alguns suspeitavam que eles estavam planejando fazer isso após outra derrota da União. Quando a emancipação dos escravos foi vinculada ao progresso da guerra, nenhum governo estrangeiro tinha a vontade política de se opor aos Estados Unidos, já que isso vinculava o apoio à Confederação ao apoio à escravidão. França e Grã-Bretanha já haviam abolido a escravidão e nem o público francês nem o britânico tolerariam que seus respectivos governos apoiassem militarmente um estado estrangeiro que lutava ativamente para preservar a escravidão.
Os fotógrafos Alexander Gardner e James F. Gibson chegaram ao campo de batalha em 17 ou 18 de setembro e tiraram várias fotografias no campo de batalha, com a maior parte do trabalho sendo feita entre 19 e 22 de setembro. Retratos adicionais foram feitos em outubro durante uma visita de Lincoln ao exército da União. O público da União mostrou grande interesse nas fotografias, particularmente naquelas tiradas de corpos no campo. Esta foi a primeira vez que um campo de batalha americano foi fotografado antes que os cadáveres fossem removidos.

## Preservação do campo de batalha

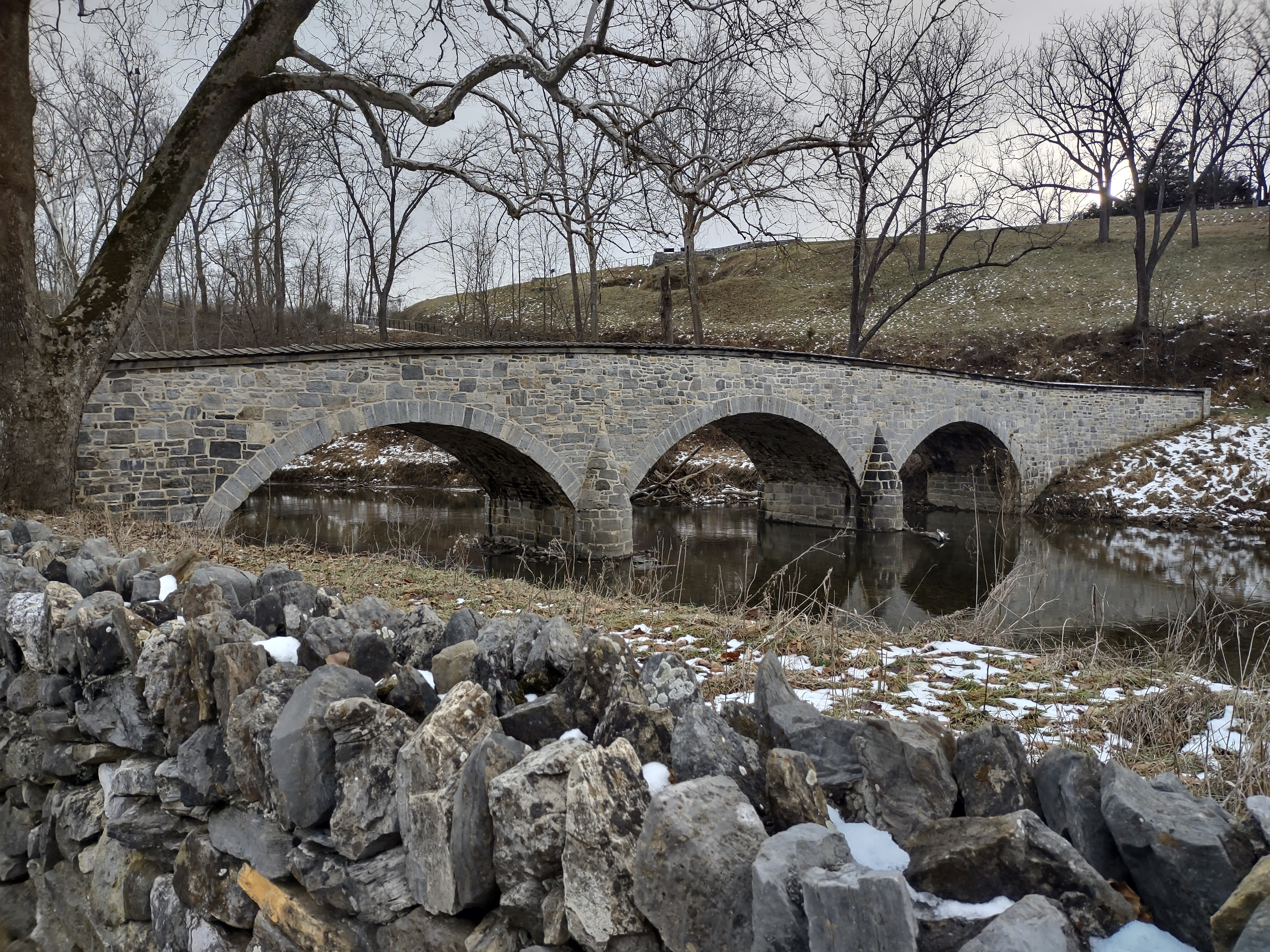
Vista de 2022 da Ponte Burnside, preservada no Antietam National Battlefield.

A Batalha de Antietam é comemorada no Antietam National Battlefield. O trabalho de conservação realizado pelo parque nacional e grupos privados conferiu a Antietam a reputação de ser um dos campos de batalha da Guerra Civil mais bem preservados do país. Poucas intrusões visuais alteram a paisagem, permitindo que os visitantes experimentem o local quase como era em 1862.
Antietam foi um dos primeiros cinco campos de batalha da guerra civil preservados pelo governo federal, recebendo essa distinção em 30 de agosto de 1890. Mais de 300 placas foram colocadas para marcar os pontos de regimentos individuais e fases significativas da batalha. O campo de batalha foi transferido para o Departamento do Interior em 1933. Atualmente, o Antietam National Battlefield abrange cerca de 3 000 acres.
Até janeiro de 2024, o American Battlefield Trust e seus parceiros adquiriram e preservaram 488 acres do Campo de Batalha de Antietam. Em 2015, o Trust salvou 44,4 acres no coração do campo de batalha, entre o Cornfield e a Igreja Dunker, quando comprou a fazenda Wilson por cerca de um milhão de dólares. A organização de preservação removeu a casa e o celeiro pós-guerra que estavam na propriedade ao longo da Hagerstown Pike e devolveu a terra à sua aparência de época de guerra.